# Bill Meléndez
José Luis Cuauhtémoc Meléndez (Hermosillo, Sonora; 15 de noviembre de 1916 - Santa Mónica, California; 2 de septiembre de 2008) más conocido como Bill Meléndez, fue un animador, director de cine y productor cinematográfico mexicano-estadounidense. Meléndez fue reconocido por su trabajo en Peanuts animated specials y se encargó de dar voz a los personajes de Snoopy y Woodstock. También trabajó como animador en Walt Disney Productions, Warner Bros. Cartoons, y UPA.
A lo largo de su carrera de más de 60 años, ganó seis Premios Primetime Emmy y fue nominado a trece más. Además, recibió una nominación a los Premios Óscar y cinco a los Premios Grammy. 
Los dos especiales de Peanuts que dirigió, La Navidad de Charlie Brown y What Have We Learned, Charlie Brown?  fueron reconocidos con un Premio Peabody

## Vida temprana
Nacido en Hermosillo, Sonora; Meléndez estudió en escuelas públicas de Douglas,Arizona. Posteriormente, continuó su formación en el Instituto de Arte Chouinard en Los Ángeles, California (que se convertiría después en el California Institute for the Arts).

## Carrera
En 1938 consiguió empleo en Disney, donde trabajó como asistente de animación para Hawley Pratt. Participó en diversos cortometrajes animados y en películas como Pinocchio, Bambi, Fantasía, y Dumbo.
Después de 1941 se unió al equipo de Leon Schlesinger en los estudios de Warner Brothers, donde se desempeñó como animador en las series Looney Tunes y Merrie Melodies.
Estando ahí también fue parte del equipo de Bob Clampett y Art Davis, animando numerosos cortometrajes como el de Bugs Bunny y el del Pato Lucas. 
UPA (United Productions of America) lo incorporó a su nómina en 1948, y con esa compañía trabajaría en muchas series animadas como Gerald McBoing-Boing y Madeline.
Después de una década con ambas citadas casas productoras, Meléndez fundó su propia compañía en 1964 llamada Bill Melendez Productions, que presentó al público A Charlie Brown Christmas, programa especial de Navidad donde Meléndez hacia la voz de Snoopy, personaje que normalmente no habla en los especiales. Meléndez conoció a Charles Schulz en 1959, cuando era director de animación de una serie de anuncios para el modelo de automóvil Ford Falcon. En breve y autorizado por el propio Schultz, Meléndez sería el único animador de los personajes de Carlitos.
En 1989, Meléndez trabajó en más de 75 capítulos especiales de la serie Carlitos, como son los de la miniserie This is America, Charlie Brown, y en cuatro largometrajes; todo ello con su compañero Lee Mendelson.
Otros personajes de pasquines que animó fueron Cathy, de la historietista Cathy Guisewite, y Garfield.
Además de la animación, Meléndez fue miembro de la facultad de la Universidad del Sur de California.
Hay una parodia suya en el dibujo animado de Internet Homestar Runner.

## Franquicia de Peanuts (1959–2006)
En 1959, Meléndez fue contratado para realizar comerciales de televisión animados con los personajes de la tira cómica Peanuts para la Ford Motor Company. Estas animaciones llamaron la atención del productor de documentales Lee Mendelson, quien contrató a Meléndez para hacer algunas animaciones intercaladas en un filme que estaba produciendo sobre la tira cómica titulado A Boy Named Charlie Brown.
Meléndez fue la única persona en la que el creador de Peanuts, Charles M. Schulz, confiaba para llevar sus populares creaciones cómicas a los especiales de televisión. Él y su estudio trabajaron en todos los especiales de televisión y películas directas a video de la pandilla Peanuts, y Meléndez dirigió la mayoría de ellos. Además, proporcionó los efectos vocales para Snoopy y Woodstock en todas las producciones, haciendo las voces en el estudio mediante balbuceos. Luego, esas voces eran aceleradas mecánicamente a diferentes velocidades para representar a los dos personajes. Sin embargo, en algunos especiales posteriores, Snoopy hablaba con una voz clara, reflejando cómo pensaba en los cómics.
Según un artículo publicado en The New York Times poco después de su muerte, Meléndez no planeaba realizar las voces de estos dos personajes. "Schulz no aceptaría la idea de que un beagle hablara en inglés. El Sr. Meléndez grabó balbuceos en una grabadora, los aceleró y colocó el resultado en la banda sonora".
Meléndez también dirigió, animó y dio voz en las primeras cuatro películas teatrales de Peanuts: A Boy Named Charlie Brown (1969), Snoopy Come Home (1972), Race for Your Life, Charlie Brown (1977) y Bon Voyage, Charlie Brown (1980). Además, trabajó en los videojuegos Get Ready for School, Charlie Brown! (1995) y Snoopy's Campfire Stories (1996).
La última producción relacionada con Peanuts en la que trabajó fue He's a Bully, Charlie Brown (2006). Meléndez y Lee Mendelson, quien también trabajó en los especiales, películas y programas de Peanuts, formaron su propio equipo de producción y realizaron otros especiales animados. Fueron responsables de los primeros dos especiales animados de Garfield: Here Comes Garfield (1982) y Garfield on the Town (1983), así como Frosty Returns (1992), la pseudo-secuela de Frosty the Snowman (1969) de Rankin/Bass.

## Premios y distinciones
Premios Óscar
| Año  | Categoría                   | Película                      | Resultado |
| ---- | --------------------------- | ----------------------------- | --------- |
| 1970 | Mejor banda sonora original | Un niño llamado Charlie Brown | Nominado  |